# Toxidia andersoni
Toxidia andersoni, bướm nhảy Anderson hay bướm nhảy cỏ phương Nam là một loài bướm thuộc Họ Bướm nhảy (Hesperiidae). Loài này được tìm thấy ở Úc, nội địa New South Wales, Queensland và Victoria.
Sải cánh dài khoảng 20 mm.
Ấu trùng ăn Poa queenslandica và Tetrarrhena juncea. Chúng xây dựng nơi trú ẩn được làm từ lá cuộn, và nằm trong nơi trú ẩn này vào ban ngày.